# Gottfried Wicklein
Die Firma Gottfried Wicklein GmbH & Co. KG mit Sitz in Nürnberg ist ein Hersteller von Backwaren, insbesondere Nürnberger Lebkuchen. Sie wurde nach eigenen Angaben 1615 gegründet und zählt damit zu den ältesten Nürnberger Lebküchnereien.

## Geschichte
Der Name des Unternehmens geht auf den Fabrikanten Gottfried Wicklein (1884–1953) zurück, den Besitzer einer Lebkuchen- und Zuckerfabrik. Durch seine Ehefrau Gunda war er mit der Familie Jäckel verbunden. Diese hatte bereits zu Beginn des 17. Jahrhunderts eine Lebküchnerei vor den Toren der Stadt gegründet.
Nachdem die Fabrik im Zweiten Weltkrieg völlig zerstört wurde, bauten Karl Wicklein und Christa Walter, die Kinder von Gottfried Wicklein, Produktion und Verwaltung wieder auf. 1972 starb Karl Wicklein im Alter von 47 Jahren. Seine Nachfolge im Betrieb traten daraufhin sein Sohn und seine Tochter Christa Walter an.
1988 wurde die Lebkuchen- und Zuckerfabrik Gottfried Wicklein von der ebenfalls in Nürnberg ansässigen E. Otto Schmidt Verwaltungs GmbH übernommen. Wicklein wird seitdem als eigenständige Marke mit einer eigenen Produktpalette unter dem Dach der Unternehmensgruppe Schmidt geführt und über den Lebensmitteleinzelhandel verkauft. Das Sortiment umfasst neben den klassischen Nürnberger Lebkuchen auch andere Gebäcke wie Spekulatius oder Zimtsterne, außerdem werden zahlreiche vegane Artikel sowie Produkte mit dem Bio-Siegel angeboten. In den vergangenen Jahren baute Wicklein seine Produktpalette stetig aus und will sich verstärkt als Hersteller von ganzjährig erhältlichen Gebäcken auf dem Markt positionieren. Der Gesamtumsatz der Gruppe betrug 2022 rund 114 Millionen Euro.
Im Jahr 2016 eröffnete am Nürnberger Hauptmarkt die Lebküchnerei als Flagshipstore von Wicklein. Sie ist aktuell das einzige Ladengeschäft der Marke und bietet außer dem üblichen Backwaren-Sortiment auch Lebkuchen-Backkurse für Einzelpersonen oder Gruppen an.
Wicklein ist Mitglied im Bundesverband der Deutschen Süßwarenindustrie und lässt seine Produkte bei der DLG prüfen.